# Врнограч
Врнограч је насељено мјесто у Босни и Херцеговини, у општини Велика Кладуша, које административно припада Федерацији Босне и Херцеговине. Према попису становништва из 2013. у насељу је живјело 762 становника.

## Историја
Џамија је отворена у новембру 1935.

### Други свјетски рат
На брду Пољице код Врнограча, срез Цазин поубијано је око 800 Срба из Врнограча, Глинице и Босанске Бојне, Њих су из затвора у Врнограчу пребацили камионима до Пољица, а оне који нису могли стати у камион везали су за камион и тако их вукли. Пре но што су их стрпали у камионе "свукли су их догола и повезали". Кад су Срби доведени на Пољице, усташе су им наредили да за себе ископају јаму, затим су их постројили на ивице јаме, и ударајући маљевима по глави побили. Тада се спасио сељак из Бојне Милан Вујасин, јер није био потпуно дотучен. Он се ту наредне ноћи извукао из јаме, дошао у село Глиницу код кума Милана Ђиласа и испричао му шта се догодило.

## Становништво
| Националност       | 1991.          | 1981.        | 1971.        |
| Муслимани          | 1.104 (91,92%) | 789 (82,27%) | 546 (88,06%) |
| Срби               | 37 (3,08%)     | 48 (5,00%)   | 29 (4,67%)   |
| Хрвати             | 10 (0,83%)     | 4 (0,41%)    | 6 (0,97%)    |
| Југословени        | 30 (2,49%)     | 111 (11,57%) | 21 (3,38%)   |
| остали и непознато | 20 (1,66%)     | 7 (0,73%)    | 18 (2,90%)   |
| Укупно             | 1.201          | 959          | 620          |

| Демографија | Демографија | Демографија |
| Година      | Становника  | Становника  |
| ----------- | ----------- | ----------- |
| 1961.       | 518         |             |
| 1971.       | 620         |             |
| 1981.       | 959         |             |
| 1991.       | 1.201       |             |
| 2013.       | 762         |             |

## Напомена
1. ↑  Муслимани се данас већином изјашњавају као Бошњаци.